# Gaziantep FK
Der Gaziantep Futbol Kulübü ist ein türkischer Sportverein aus Gaziantep, der vor allem durch seine Fußballabteilung bekannt ist. Die Stadtverwaltung Gaziantep unterstützt den Verein. Der Name der Fußballabteilung war bis 1998 Sankospor. Ihre Heimspiele bestreitet die Mannschaft im Kalyon Stadyumu. Die Vereinsfarben sind schwarz-weiß-rot. Die Basketballabteilung stieg im Sommer 2012 in die Türkiye Basketbol Ligi, der höchsten türkischen Basketballliga, auf und vertritt seither die Stadt in dieser Liga.

## Geschichte

Vereinswappen, das bis in die frühen 2010er Jahre verwendet wurde.

Vereinswappen, das von 2013 bis 2017 verwendet wurde.

### Gründung
Der Verein wurde 1988 unter dem Sankospor Kulübü bzw. in der Kurzform Sankospor als Betriebsmannschaft der Firma Sanko Holding vom Geschäftsinhaber Sani Konukoğlu in seiner Heimatstadt Gaziantep gegründet. Im Sommer 1993 gelang es der Fußballmannschaft, in die Türkiye 3. Futbol Ligi, die damalige dritthöchste Fußballliga im türkischen Profifußball, aufzusteigen.

### Aufstieg in die TFF 1. Lig und Namensänderung in „Gaziantep BB“
Zum Ende der Drittligasaison 1996/97 gelang Sankospor die Meisterschaft und damit der erste Aufstieg in die Türkiye 2. Futbol Ligi, die damalige zweithöchste türkische Spielklasse. Vor der zweiten Zweitligasaison wurden die Wettbewerbsrechte Sankospors an die Fußballabteilung von Gaziantep Büyükşehir Belediyespor, der Betriebssportverein der Stadtverwaltung Gazianteps übergeben, weshalb der Verein fortan unter diesem Namen am Wettbewerb teilnahm.

### Systembedingter Abstieg in die TFF 2. Lig
Da mit der Saison 2001/02 der türkische Profi-Fußball grundlegenden Änderungen unterzogen werden sollte, wurden bereits in der Spielzeit 2000/01 Vorbereitungen für diese Umstellung unternommen. Bisher bestand der Profifußball in der Türkei aus drei Ligen: Der höchsten Spielklasse, der einspurigen Türkiye 1. Futbol Ligi, der zweitklassigen fünfspurig und in zwei Etappen gespielten Türkiye 2. Futbol Ligi und der drittklassigen und achtgleisig gespielten Türkiye 3. Futbol Ligi. Zur Saison 2001/02 wurde der Profifußball auf vier Profiligen erweitert. Während die Türkiye 1. Futbol Ligi unverändert blieb, wurde die Türkiye 2. Futbol Ligi in die nun zweithöchste Spielklasse, die Türkiye 2. Futbol Ligi A Kategorisi (zu dt.: 2. Fußballliga der Kategorie A der Türkei), und die dritthöchste Spielklasse, die Türkiye 2. Futbol Ligi B Kategorisi (zu dt.: 2. Fußballliga der Kategorie B der Türkei), aufgeteilt. Die nachgeordnete Türkiye 3. Futbol Ligi wurde fortan somit die vierthöchste Spielklasse, die TFF 3. Lig. Jene Mannschaften, die in der Zweitligasaison 2000/01 lediglich einen mittleren Tabellenplatz belegten, wurden für die kommende Saison in die neugeschaffene dritthöchste türkische Spielklasse, in die 2. Lig, zugewiesen. Gaziantep Büyükşehir Belediyespor, das die Liga auf dem 3. Tabellenplatz beendet hatte, musste so systembedingt in die 2. Lig absteigen.

### Neuzeit

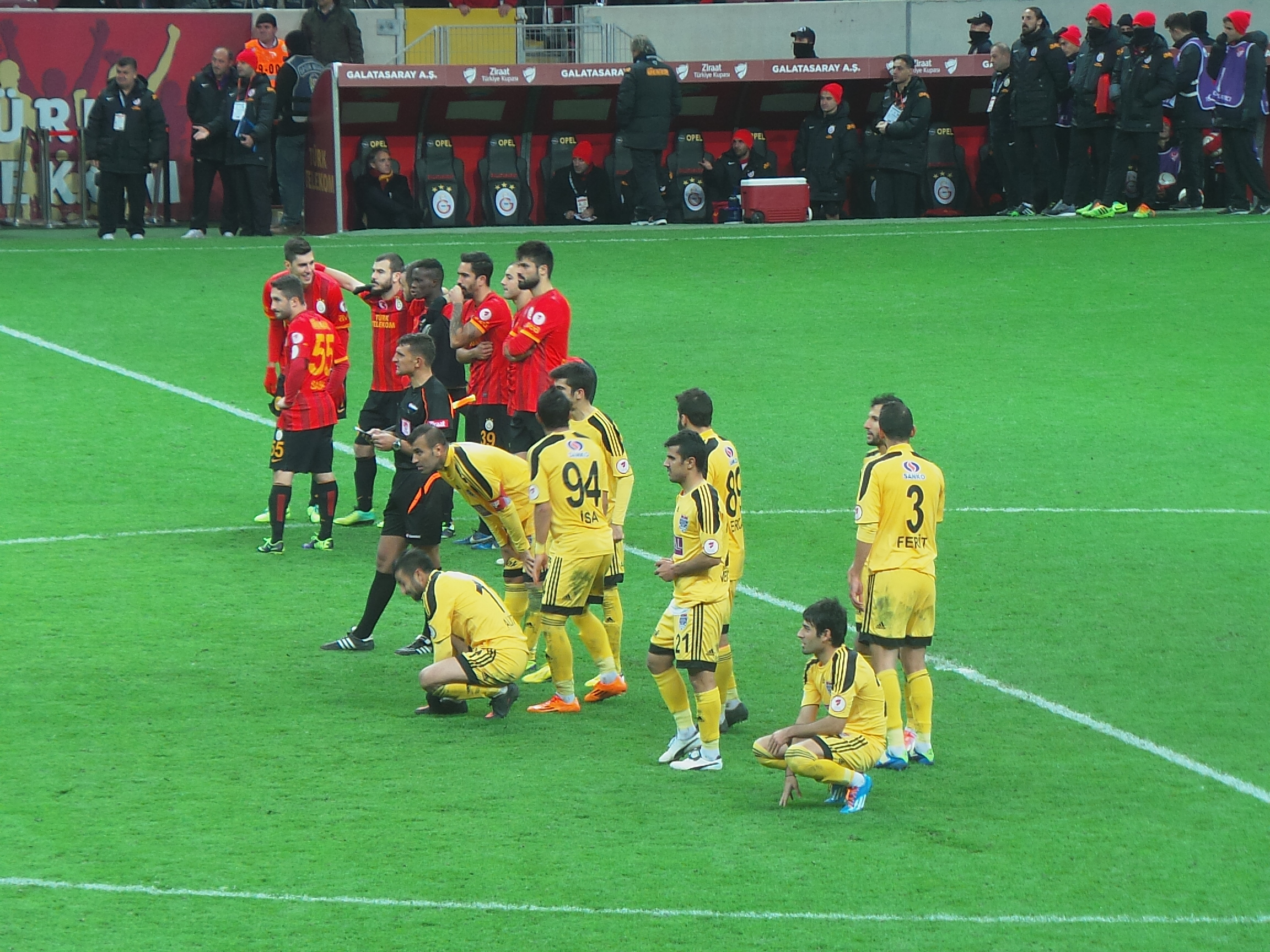
Galatasaray – Gaziantep BB während des Elfmeterschießens der Pokalbegegnung vom 3. Dezember 2013

Als am 22. Juni 2004 Mehmet Erol Maraş zum dritten Präsidenten der Vereinsgeschichte gewählt wurde, schaffte er es, in elf Monaten mit der Mannschaft in die 2. Liga aufzusteigen: In der Drittligasaison 2004/05 erreichte die Mannschaft unter der Führung von Ali Güneş die Meisterschaft und damit die Rückkehr in die TFF 1. Lig.
Gaziantep BB spielte in der Zweitligasaison 2010/11 unter der Leitung vom Cheftrainer Erol Azgın bis zum letzten Spieltag um die Meisterschaft mit und belegte zum Saisonende mit einem Punkt Unterschied zu Mersin İdman Yurdu bzw. Samsunspor den dritten Platz. Stattdessen qualifizierte sich die Mannschaft für die Playoffs, in welchem der dritte und letzte Aufsteiger per K.-o.-System bestimmt wurde. Im Finale unterlag man Orduspor mit 0:1 und verpasste so den Aufstieg. In der gleichen Saison erreichte die Mannschaft als einziger Nicht-Erstligist das Viertelfinale des Türkischen Fußballpokals und scheiterte hier an dem Traditionsklub Beşiktaş Istanbul.
Am 15. Juni 2017 wurde der Vereinsname zu Gazişehir Gaziantep Futbol Kulübü umgeändert. Seit der Saison 2019/20 spielt man als Gaziantep Futbol Kulübü.

## Ligazugehörigkeit
- 1. Liga: seit 2019
- 2. Liga: 1997–2001, 2005–2019
- 3. Liga: 1993–1997, 2001–2005
- Regionale Amateurliga: bis 1997

## Kader Saison 2024/25
| Nr. |              | Position | Name             |
| --- | ------------ | -------- | ---------------- |
| 1   | Griechenland | TW       | Sokratis Dioudis |
| 71  | Turkei       | TW       | Burak Bozan      |
| 99  | Turkei       | TW       | Halil Bağcı      |
| 3   | Turkei       | AB       | Emre Taşdemir    |
| 4   | Turkei       | AB       | Arda Kızıldağ    |
| 5   | Turkei       | AB       | Ertuğrul Ersoy   |
| 13  | Spanien      | AB       | Enric Saborit    |
| 15  | Nigeria      | AB       | Godfrey Bitok    |
| 17  | Turkei       | AB       | Semih Güler      |
| 22  | Frankreich   | AB       | Salem M'Bakata   |
| 27  | Turkei       | AB       | Ömürcan Artan    |
| 36  | Brasilien    | AB       | Bruno Viana      |
| 40  | Turkei       | AB       | İzzet Erdal      |
| 51  | Schweiz      | AB       | Anel Husić       |

| Nr. |                         | Position | Name                |
| --- | ----------------------- | -------- | ------------------- |
| 6   | Frankreich              | MF       | Quentin Daubin      |
| 8   | Turkei                  | MF       | Furkan Soyalp       |
| 10  | Polen                   | MF       | Kacper Kozłowski    |
| 20  | Senegal                 | MF       | Badou Ndiaye        |
| 23  | Turkei                  | MF       | Muhammed Gümüşkaya  |
| 25  | Turkei                  | MF       | Ogün Özçiçek        |
| 44  | Rumänien                | MF       | Alexandru Maxim     |
|     | Turkei                  | MF       | Burak Enes Yıkıcı   |
| 9   | Turkei                  | ST       | Halil Dervişoğlu    |
| 11  | Schweiz                 | ST       | Christopher Lungoyi |
| 18  | Rumänien                | ST       | Deian Sorescu       |
| 19  | Bosnien und Herzegowina | ST       | Kenan Kodro         |
| 21  | Ghana                   | ST       | Emmanuel Boateng    |
| 77  | Nigeria                 | ST       | David Okereke       |

Letzte Aktualisierung: 20. März 2025

## Bekannte ehemalige Spieler
| - İbrahim Toraman - Kemal Aslan - Erdal Kılıçaslan - Turgay Gölbaşı - Mülayim Erdem - Bekir İrtegün - Burhan Eşer - Serdar Özbayraktar | - Sezgin Coşkun - Mehmet Kara - Turgut Şahin - Serkan Atak - Tolga Özgen - Uğur Akdemir - Cafercan Aksu - Mehmet Polat |

## Trainer (Auswahl)
- Bünyamin Süral (Dezember 1994 – Mai 1996)
- Şevket Kesler (Juni 1996 – Mai 1999)
- Mehmet Şahan (August 1999 – Mai 2001)
- Erol Azgın (Juni 2001 – Mai 2004)
- Ali Güneş (August 2004 – November 2005)
- Sedat Karabük (November 2005 – Mai 2006)
- Mehmet Şahan (August 2006 – Oktober 2006)
- Suat Kaya (Oktober 2006 – Mai 2007)
- İsmet Savcılıoğlu (August 2007 – Januar 2008)
- Unbekannt (Januar 2008 – Mai 2008)
- Suat Kaya (Juli 2008 – Dezember 2008)
- Bünyamin Süral (Dezember 2008 – November 2009)
- Cemal Gürsel Menteşe 3 (November 2009)
- Ali Doğan (November 2009 – August 2010)
- Erol Azgın (Dezember 2010 – Oktober 2011)
- Bünyamin Süral (Oktober 2011 – April 2012)
- Mehmet Şahan (April 2012 – Januar 2013)
- Suat Kaya (Januar 2013 – Oktober 2013)
- Hasan Özer (November 2013 – Februar 2014)
- Mehmet Polat / Bülent Bölükbaşı (Februar 2014 – Mai 2014)
- Nurullah Sağlam (Juni 2014 – Oktober 2014)
- Hakan Kutlu (Oktober 2014 – Dezember 2015)
- Bayram Bektaş (Dezember 2015[4] – April 2016)
- Bülent Bölükbaşı (April 2016 – November 2016)
- Metin Diyadin (November 2016 – Februar 2017)
- Oğuz Çetin (Februar 2017 – April 2017)
- Hüseyin Kalpar (April 2017 – Oktober 2017)
- Yalçın Koşukavak (Juli 2018 – Oktober 2018)
- Mehmet Altıparmak (Oktober 2018 – Mai 2019)
- Marius Șumudică (Juli 2019 – Januar 2021)
- Ricardo Sá Pinto (Januar 2021 – )